# Manuel de Rivacoba
Manuel de Rivacoba y Rivacoba (Madrid, 9 de septiembre de 1925-Santiago de Chile, 30 de diciembre de 2000) fue un abogado, jurista, catedrático y político español. Era especialista en derecho penal.

## Estudios
Estudió derecho y filosofía en la Universidad Central de Madrid, hoy Universidad Complutense de Madrid, donde se licenció en ambas carreras con calificación sobresaliente. Obtiene el Premio Extraordinario de Licenciatura en Filosofía y Letras, Sección de Filosofía. Posteriormente realiza el Doctorado en la misma Universidad, obteniendo el grado de Doctor en Derecho, también con la calificación de Sobresaliente.
Su Tesis Doctoral versó sobre las relaciones entre las diversas disposiciones legales que regulan la ejecución de las de privación de libertad en el Derecho positivo español (1957), tema muy escasamente tratado a la sazón, y que habría de quedar desgraciadamente inédito -obra de juventud- debido al excesivo celo de su autor. Al respecto consignó Jiménez de Asúa: «Pocos podrán como él escribir sobre este tema con más conocimiento de causa: sus estudios filosóficos, históricos y jurídicos dan a su obra una solidez científica poco común, y su permanencia en las prisiones españolas dota a sus páginas de cualidades de experiencia que, si no envidiables, son harto valiosas».

## Actividad política
Durante sus años de estudiante universitario, en concreto en 1945, fue Rivacoba en Madrid miembro fundador de la Federación Universitaria Escolar (FUE), asociación clandestina en la España de la postguerra fratricida. Detenido y encarcelado, fue juzgado en Consejo de Guerra y condenado a 30 años de reclusión, acusado del delito de rebelión, por el régimen franquista. Pasó 10 años en prisión, desde 1947 hasta 1956. Huyó clandestinamente a Francia, por Vera de Bidasoa, el 10 de noviembre de 1957.
Fue miembro fundador del partido Acción Republicana Democrática Española (ARDE), en el exilio, el año 1960. Diez años después fue nombrado ministro plenipotenciario, delegado diplomático oficioso del Gobierno de la República Española en el exilio, en Chile. El 1 de marzo de 1971 fue designado ministro sin cartera, en misión en América del Sur, en el último Gobierno de la República Española en el exilio, presidido por Fernando Valera Aparicio, hasta la disolución de las instituciones republicanas, el 21 de junio de 1977.

## Labor académica
Se exilió en Argentina, donde fue catedrático de Derecho Penal en la Facultad de Ciencias Jurídicas y Sociales de la Universidad Nacional del Litoral (Santa Fe) de 1958 a 1966, hasta que dimitió de su cargo a raíz de la intervención del Gobierno de hecho del general Onganía en las universidades argentinas. Trabajó posteriormente en la Universidad de Buenos Aires. Se trasladó a Chile y el 1° de enero de 1969 ingresó a la entonces sede Valparaíso de la Universidad de Chile, país en el que desempeñó durante largos años una notable labor pedagógica. Desde 1992 hasta su muerte dirigió el Seminario de Derecho Penal y Criminología en la Escuela de Derecho de la Universidad de Valparaíso, donde fungió como Catedrático de Derecho Penal.
De vuelta a España estuvo al frente de la Cátedra de Derecho Penal de la Facultad de Derecho de la Universidad de Córdoba, hasta que en 1990 tuvo que jubilarse por edad. Regresó a Chile, donde asesoró al Consejo de Defensa del Estado. La presidenta de ese organismo, Clara Szczaranski, le encargó un informe jurídico sobre el enjuiciamiento del expresidente Augusto Pinochet cuando los tribunales levantaron la inmunidad parlamentaria al general, convertido en senador vitalicio; en dicho Informe, señaló al dictador como autor inductor de los crímenes que se le imputaban, y no como mero encubridor, forma en que la presidenta del Consejo sostuvo en alegatos ante la Corte Suprema. Asesoró a varios Gobiernos latinoamericanos en materia penal. Por ejemplo, a través de la comisión asesora del Sernam (Servicio Nacional de la Mujer, con categoría de ministerio, de Chile) y de la dirección del programa de Ilanud para la preparación de sendos proyectos de un nuevo Código Penal y una nueva ley de ejecución de penas para Ecuador. Es autor de numerosos libros y de cientos de artículos en publicaciones especializadas. 
Falleció en Santiago, el 30 de diciembre de 2000. En su testamento pidió expresamente que no se le hiciera ningún homenaje. Sus cenizas fueron esparcidas en el cementerio de Santiago.